# أليكس موريل
أليكس موريل (بالإنجليزية: Alex Morrell) هو لاعب كرة قدم أمريكي في مركز الوسط، ولد في 11 مايو 1994 في ليكلاند في الولايات المتحدة. لعب مع شيكاغو فاير.

## وصلات خارجية
- أليكس موريل على موقع الدوري الأمريكي (الإنجليزية)
- أليكس موريل على موقع قاعدة بيانات كرة القدم.إي يو (الإنجليزية)
- أليكس موريل على موقع Soccerbase.com (لاعب) (الإنجليزية)
- أليكس موريل على موقع Soccerway.com (الإنجليزية)
- أليكس موريل على موقع عالم كرة القدم.نت (الإنجليزية)
- أليكس موريل على موقع AS.com (الإسبانية)